# Jarrod Kenny
Jarrod Kenny, né le 16 septembre 1985, à Northcote, en Nouvelle-Zélande, est un joueur néo-zélandais de basket-ball. Il évolue au poste d'arrière.

## Palmarès
- Champion d'Océanie 2009
- Finaliste du championnat d'Océanie 2011, 2013